# Helicopsyche breviterga
Helicopsyche breviterga är en nattsländeart som beskrevs av Oliver S. Flint Jr. 1991. Helicopsyche breviterga ingår i släktet Helicopsyche och familjen Helicopsychidae. Inga underarter finns listade i Catalogue of Life.

## Bildgalleri

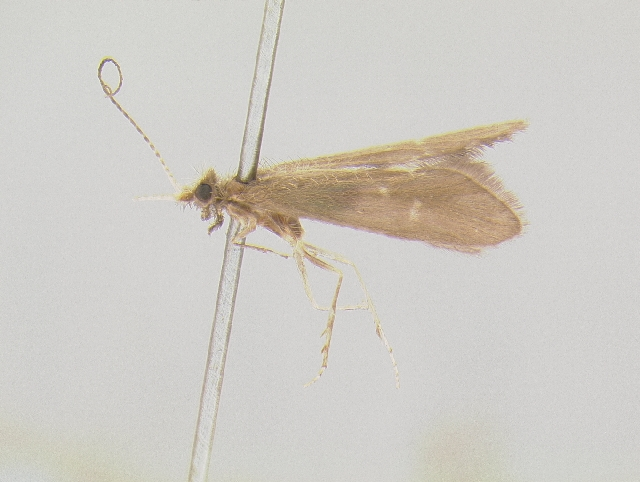